# 蒙科 (上加龙省)
蒙科（法語：Moncaup）是法国上加龙省的一个市镇，属于圣戈当区（Saint-Gaudens）阿斯佩县（Aspet）。该市镇总面积7.14平方公里，2009年时的人口为31人。

## 人口
蒙科人口变化图示